# Christian Masset
Pour les articles homonymes, voir Masset.
Christian Masset, né le 23 janvier 1957 à Sète (Hérault), est un haut fonctionnaire et diplomate français.

## Biographie
Christian Masset fait ses études à l’Institut d’études politiques de Paris (1980, section Service Public) et à l’École supérieure des sciences économiques et commerciales (1978). 
Il intègre ensuite l’École nationale d’administration (1982-1984, promotion Louise Michel) et choisit d'entrer aux Affaires étrangères.
Il exerce diverses fonctions à l'administration centrale (notamment à la direction des Affaires économiques) et dans le réseau diplomatique, à Londres (1987-1989), à Pretoria (1991-1994), à Bruxelles (Représentation permanente de la France auprès de l’Union européenne) (1994-1997, puis 2002-2007 auprès de Pierre Sellal), à Rome (1999-2002).
De 1997 à 1999, il est membre du cabinet d'Hubert Védrine, alors ministre des Affaires étrangères, aux côtés de Pierre Sellal, directeur de cabinet.
En 2009, il est chargé de créer la Direction générale de la mondialisation, du développement et des partenariats (DGM), résultant du regroupement de la direction des Affaires économiques et financières (DAEF) qu'il dirigeait depuis 2007 et de la Direction générale de la coopération internationale et du développement, issue en 1999 de la fusion de la direction générale des relations culturelles, scientifiques et techniques (DGRCST) et du ministère de la Coopération. En tant que DGM, il préside le conseil d’administration de l'Agence pour l'enseignement français à l'étranger (AEFE) et celui du groupement d'intérêt public France coopération internationale. Il siège également au conseil d’orientation stratégique de l’Institut français.
En décembre 2011, il est nommé ambassadeur de France au Japon,, puis en 2014 secrétaire général du ministère.
Par le décret du 8 septembre 2016, il est élevé à la dignité d'ambassadeur de France.
En septembre 2017, Christian Masset est nommé ambassadeur de France en Italie, succédant ainsi à Catherine Colonna.
Le 7 février 2019, alors que les tensions diplomatiques ne cessent de croître entre le gouvernement français d'Emmanuel Macron et le gouvernement italien Conte – surtout par rapport aux piques diplomatiques régulièrement lancées par le ministre d'extrême droite Matteo Salvini et au soutien apporté par le ministre M5S Luigi Di Maio aux Gilets jaunes – l'ambassadeur est rappelé en France pour consultations,,. Jean-Yves le Drian, ministre des affaires étrangères, a affirmé le 15 février 2019 que l'ambassadeur Masset sera de retour en Italie « très prochainement » et que la coopération bilatérale entre les deux pays reste solide (y compris sur la question migratoire et frontalière)
En mai 2024, Christian Masset est nommé président de la Mission laïque française (il en était vice-président), succédant à François Perret.
Par le décret du 13 juillet 2023, il est nommé conseiller maître en service extraordinaire à la Cour des comptes, à compter du 17 juillet 2023.

### Vie privée
Christian Masset est marié et père de trois fils.

## Publications
- « G8/G20 : La France et l'enjeu africain »[14]

## Distinctions
- Officier de la Légion d'honneur le 31 décembre 2021 (chevalier le 22 décembre 2010)[15]
- Officier de l'ordre national du Mérite le 2 mai 2017 (chevalier le  26 juin 2002)[16]
- Commandeur de l'ordre du Mérite de la République italienne‎ (2021)[17]